# L'Isle-en-Dodon
Pour les articles homonymes, voir L'Isle et Dodon (homonymie).
L'Isle-en-Dodon (en occitan : L'Isla de Haut [lil.lɔ de hawt] ) est une commune française située dans l'ouest du département de la Haute-Garonne, en région Occitanie. Sur le plan historique et culturel, la commune est dans le pays de Comminges, correspondant à l’ancien comté de Comminges, circonscription de la province de Gascogne située sur les départements actuels du Gers, de la Haute-Garonne, des Hautes-Pyrénées et de l'Ariège.
Exposée à un climat océanique altéré, elle est drainée par la Save, la Gesse, l'Espienne, le ruisseau de Larjo et par divers autres petits cours d'eau.
L'Isle-en-Dodon est une commune rurale qui compte 1 622 habitants en 2022. Ses habitants sont appelés les L'Islois ou  L'Isloises.

## Géographie

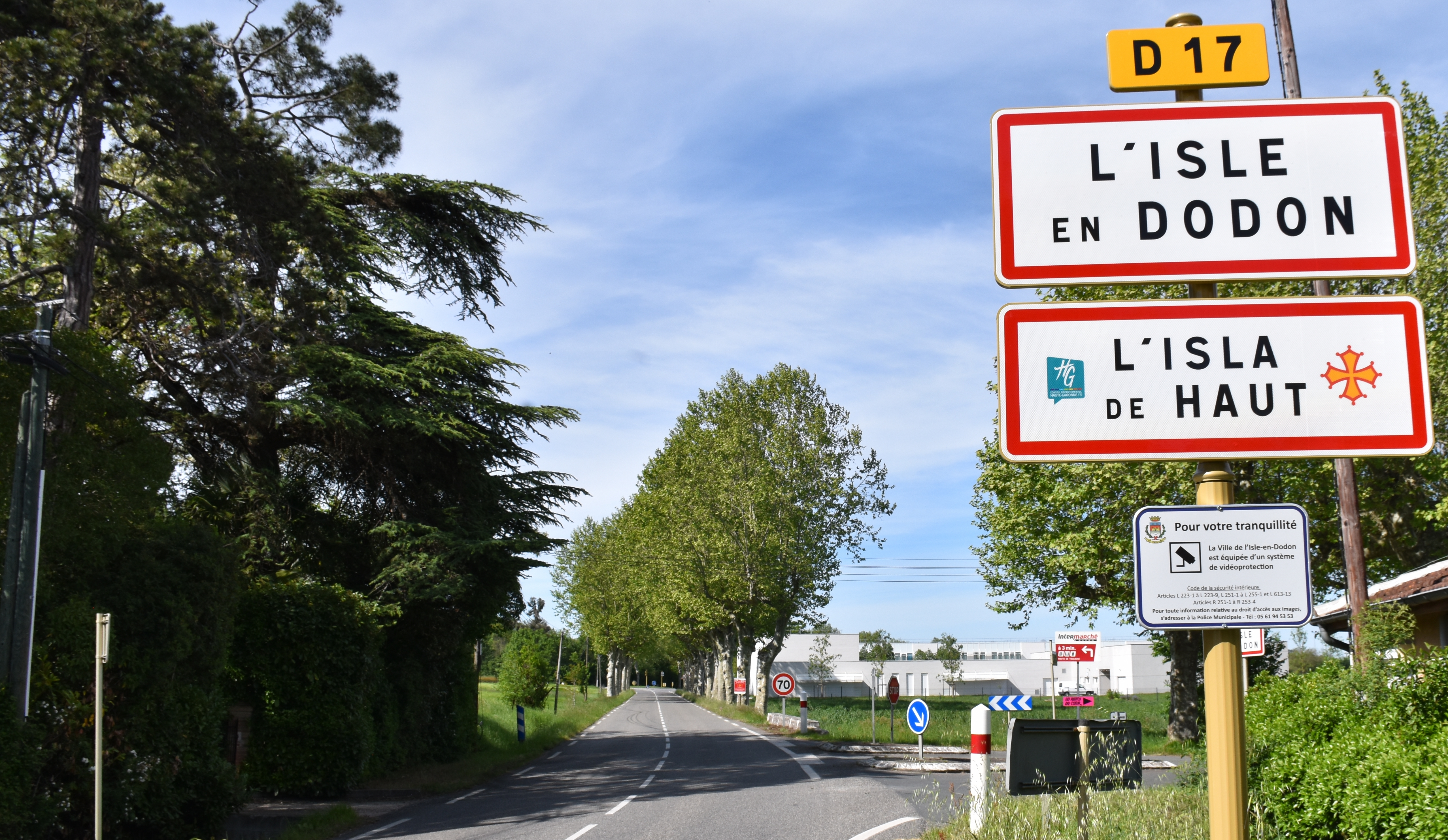
Une entrée de la commune.

### Localisation
La commune de l'Isle-en-Dodon se trouve dans le département de la Haute-Garonne, en région Occitanie.
Sur le plan historique et culturel, L'Isle-en-Dodon fait partie des collines gasconnes du Savès, délimitées au sud et à l'est par les reliefs plus marqués des collines du Comminges, annonciatrices de la chaîne des Pyrénées, qui se dévoile pleinement depuis les coteaux ou les vallées. Ce territoire s'organise autour de la large vallée de la Save, dont la confluence avec les autres vallées majeures que sont la Gesse et l’Aussoue, s'opère au nord,.
Elle se situe à 55 km à vol d'oiseau de Toulouse, préfecture du département, à 32 km de Saint-Gaudens, sous-préfecture, et à 28 km de Cazères, bureau centralisateur du canton de Cazères dont dépend la commune depuis 2015 pour les élections départementales.
La commune est par ailleurs ville-centre du bassin de vie de L'Isle-en-Dodon.
Les communes les plus proches sont : 
Boissède (3,0 km), Anan (3,4 km), Mirambeau (3,5 km), Martisserre (3,7 km), Agassac (4,4 km), Cadeillan (4,5 km), Espaon (4,9 km), Molas (4,9 km).
| Tournan (Gers, sur 50 m), Molas | Boissède        | Mirambeau          |
| Puymaurin                       | L'Isle-en-Dodon | Martisserre        |
| Anan                            | Saint-Frajou    | Agassac, Coueilles |

### Hydrographie

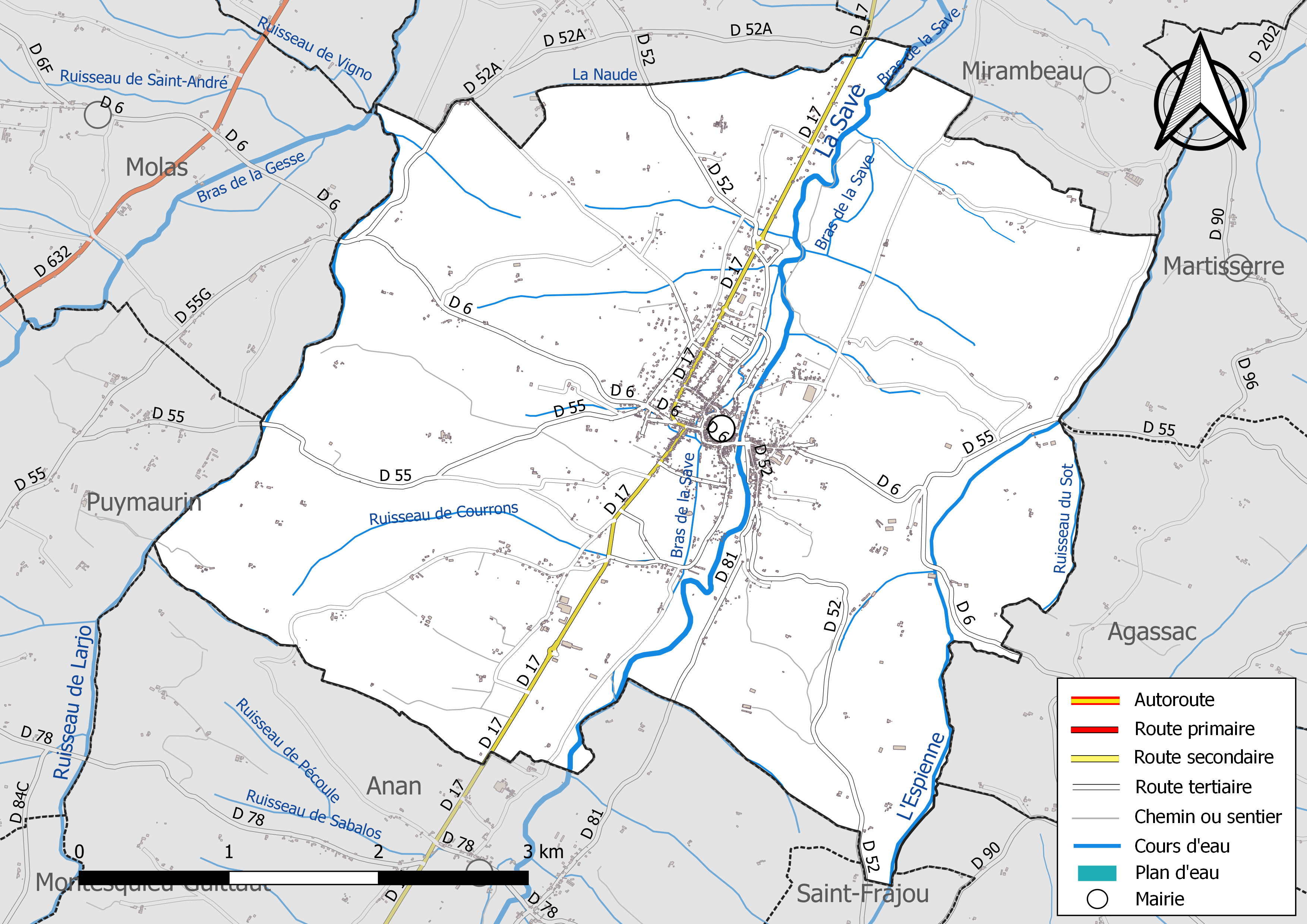
Réseaux hydrographique et routier de l'Isle-en-Dodon.

La commune est dans le bassin de la Garonne, au sein du bassin hydrographique Adour-Garonne. Elle est drainée par la Save, la Gesse, l'Espienne, le ruisseau de Larjo, un bras de la Save, un bras de la Save, un bras de la Save, la Naude, le ruisseau de Courrons, le ruisseau des Treuilles, le ruisseau du Sot et par divers petits cours d'eau, constituant un réseau hydrographique de 33 km de longueur totale,.
La Save, d'une longueur totale de 143 km, prend sa source dans la commune de Lannemezan (65) et s'écoule du sud-ouest vers le nord-est. Elle traverse la commune et se jette dans la Garonne à Grenade, après avoir traversé 46 communes.
La Gesse, d'une longueur totale de 52,1 km, prend sa source dans la commune d'Arné (65) et s'écoule vers le nord-est. Il traverse la commune et se jette dans la Save à Espaon (32), après avoir traversé 21 communes.
L'Espienne, d'une longueur totale de 17,5 km, prend sa source dans la commune de Saint-Frajou et s'écoule du sud-ouest vers le nord-est. Il traverse la commune et se jette dans l'Aussoue à Samatan (32), après avoir traversé 9 communes.
Le ruisseau de Larjo, d'une longueur totale de 14,8 km, prend sa source dans la commune de Mondilhan et s'écoule du sud-est vers le nord-ouest. Il traverse la commune et se jette dans la Gesse à Molas, après avoir traversé 9 communes.

### Climat
Pour des articles plus généraux, voir Climat de l'Occitanie et Climat de la Haute-Garonne.
En 2010, le climat de la commune est de type climat océanique altéré, selon une étude s'appuyant sur une série de données couvrant la période 1971-2000. En 2020, Météo-France publie une typologie des climats de la France métropolitaine dans laquelle la commune est toujours exposée à un climat océanique altéré et est dans la région climatique Aquitaine, Gascogne, caractérisée par une pluviométrie abondante au printemps, modérée en automne, un faible ensoleillement au printemps, un été chaud (19,5 °C), des vents faibles, des brouillards fréquents en automne et en hiver et des orages fréquents en été (15 à 20 jours).
Pour la période 1971-2000, la température annuelle moyenne est de 12,8 °C, avec une amplitude thermique annuelle de 15,4 °C. Le cumul annuel moyen de précipitations est de 765 mm, avec 9,6 jours de précipitations en janvier et 6 jours en juillet. Pour la période 1991-2020, la température moyenne annuelle observée sur la station météorologique la plus proche, située sur la commune de Palaminy à 27 km à vol d'oiseau, est de 13,2 °C et le cumul annuel moyen de précipitations est de 715,2 mm,. Pour l'avenir, les paramètres climatiques de la commune estimés pour 2050 selon différents scénarios d'émission de gaz à effet de serre sont consultables sur un site dédié publié par Météo-France en novembre 2022.

### Milieux naturels et biodiversité
Aucun espace naturel présentant un intérêt patrimonial n'est recensé sur la commune dans l'inventaire national du patrimoine naturel,,.

## Urbanisme

### Typologie
Au 1er janvier 2024, L'Isle-en-Dodon est catégorisée bourg rural, selon la nouvelle grille communale de densité à sept niveaux définie par l'Insee en 2022.
Elle est située hors unité urbaine et hors attraction des villes,.

### Occupation des sols

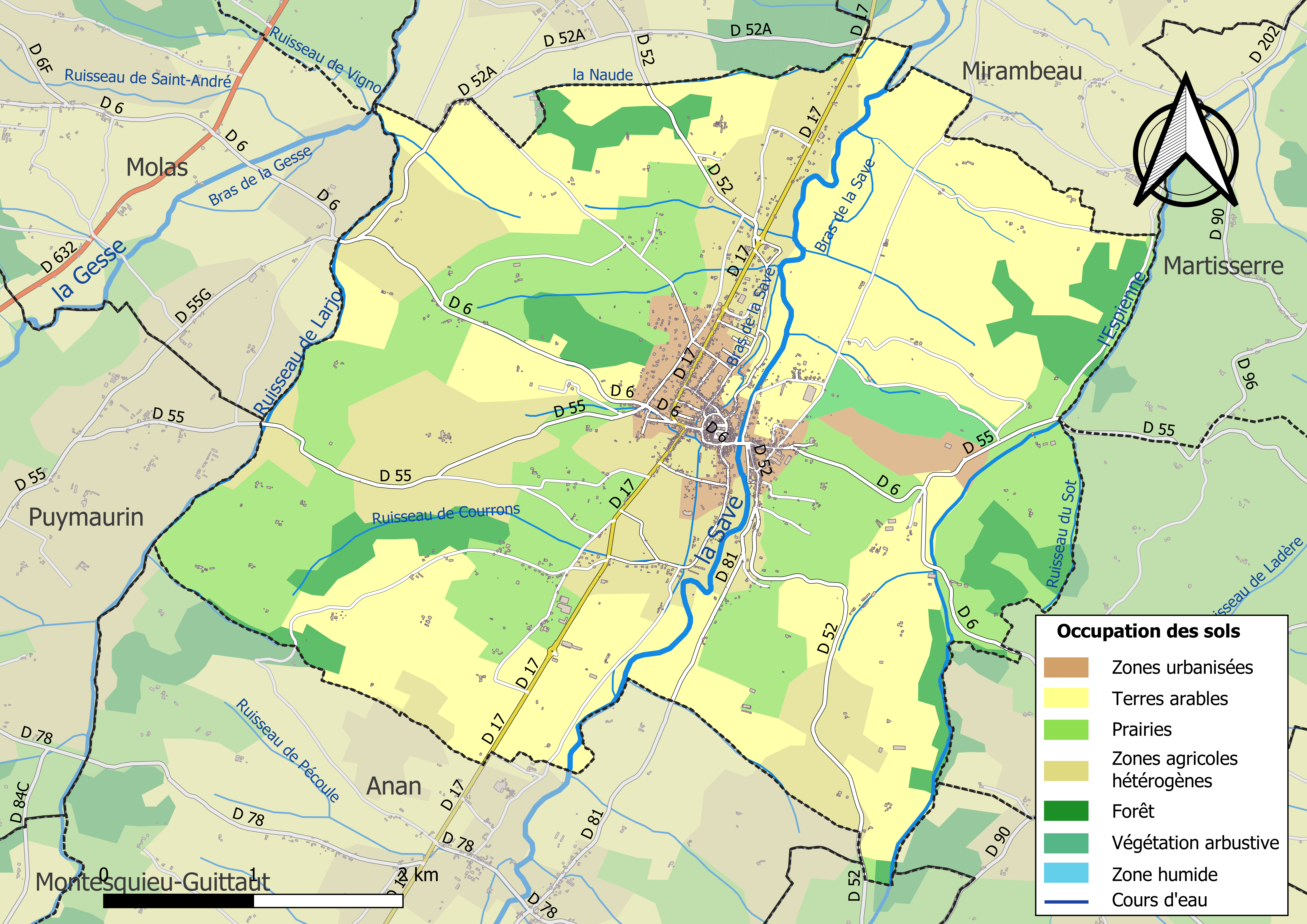
Carte des infrastructures et de l'occupation des sols de la commune en 2018 (CLC).

L'occupation des sols de la commune, telle qu'elle ressort de la base de données européenne d’occupation biophysique des sols Corine Land Cover (CLC), est marquée par l'importance des territoires agricoles (85,6 % en 2018), en diminution par rapport à 1990 (86,9 %). La répartition détaillée en 2018 est la suivante : 
terres arables (39 %), prairies (25,9 %), zones agricoles hétérogènes (20,7 %), forêts (8,1 %), zones urbanisées (5,1 %), zones industrielles ou commerciales et réseaux de communication (1,1 %). L'évolution de l’occupation des sols de la commune et de ses infrastructures peut être observée sur les différentes représentations cartographiques du territoire : la carte de Cassini (XVIIIe siècle), la carte d'état-major (1820-1866) et les cartes ou photos aériennes de l'IGN pour la période actuelle (1950 à aujourd'hui).

### Voies de communication et transports
Accès au moyen de transports en commun par cars avec le réseau Arc-en-ciel de Haute-Garonne, ligne 365 Toulouse-Boulogne-sur-Gesse.

### Risques majeurs
Le territoire de la commune de l'Isle-en-Dodon est vulnérable à différents aléas naturels : météorologiques (tempête, orage, neige, grand froid, canicule ou sécheresse), inondations et séisme (sismicité faible). Un site publié par le BRGM permet d'évaluer simplement et rapidement les risques d'un bien localisé soit par son adresse soit par le numéro de sa parcelle.
Certaines parties du territoire communal sont susceptibles d’être affectées par le risque d’inondation par débordement de cours d'eau, notamment la Gesse, le ruisseau de Larjo et l'Espienne. La commune a été reconnue en état de catastrophe naturelle au titre des dommages causés par les inondations et coulées de boue survenues en 1982, 1999, 2008, 2009 et 2018,.

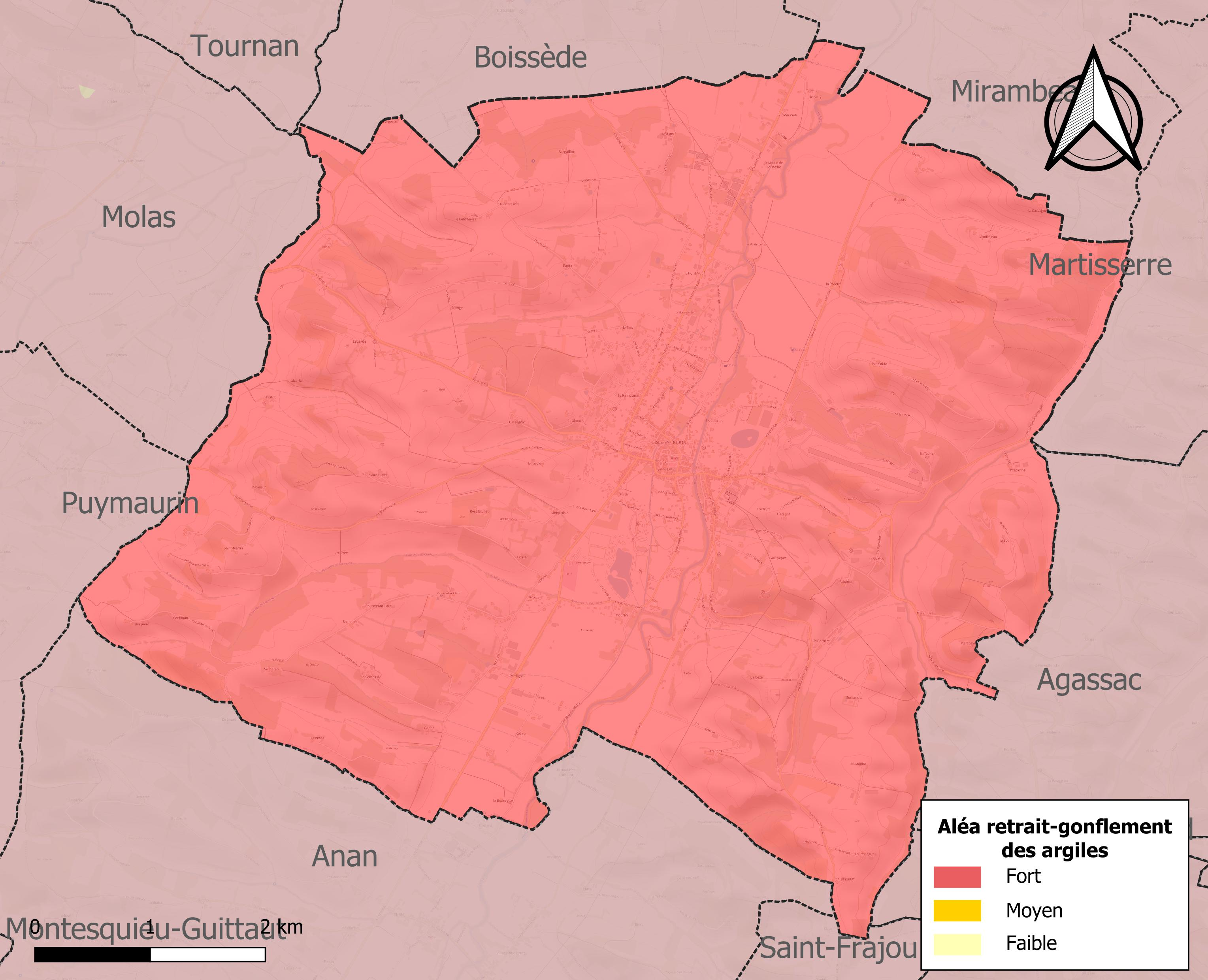
Carte des zones d'aléa retrait-gonflement des sols argileux de l'Isle-en-Dodon.

Le retrait-gonflement des sols argileux est susceptible d'engendrer des dommages importants aux bâtiments en cas d’alternance de périodes de sécheresse et de pluie. La totalité de la commune est en aléa moyen ou fort (88,8 % au niveau départemental et 48,5 % au niveau national). Sur les 1 054 bâtiments dénombrés sur la commune en 2019, 1 054 sont en aléa moyen ou fort, soit 100 %, à comparer aux 98 % au niveau départemental et 54 % au niveau national. Une cartographie de l'exposition du territoire national au retrait gonflement des sols argileux est disponible sur le site du BRGM,.
Par ailleurs, afin de mieux appréhender le risque d’affaissement de terrain, l'inventaire national des cavités souterraines permet de localiser celles situées sur la commune.
Concernant les mouvements de terrains, la commune a été reconnue en état de catastrophe naturelle au titre des dommages causés par la sécheresse en 1989, 1991, 1993, 2003 et 2017 et par des mouvements de terrain en 1999.

## Toponymie
En occitan gascon, L'Isle-en-Dodon est nommée L'Isla de Haut (l'île d'en haut, du sud) par opposition à L'Isla de Baish (l'île d'en bas, du nord) pour L'Isle-Jourdain, commune gersoise située aussi sur la Save plus en aval. C'est le seigneur de l'Isle, dont le prénom était Dodon, qui l'a donné à la ville. C'était le nom d’un saint chrétien, Dodon de Wallers, qui vécut au VIIIe siècle.
Concernant Isla, c'est un nom commun occitan qui désigne une configuration géomorphologique d’un lieu. Il témoigne ici de la création d’un enclos fossoyé à vocation défensive qui a été qualifié d’isla (île) au XIIe siècle,. Cette graphie vernaculaire s'est vue changée par la suite avec un e à la française. Quant au en, c'est une préposition très répandue en Gascogne, notamment pour nommer certains lieux-dits et hameaux. Il signifie de voire chez,, c'est-à-dire qui appartient à Dodon,. Ailleurs en France, la préposition en ne précède pas un nom de personne mais permet de situer géographiquement un lieu, à l'instar d'Aix-en-Provence ou de Bourg-en-Bresse.

## Histoire
Entre Toulouse et Pyrénées, la ville, bourg fortifié du XIIe siècle, rappelle les bastides de la région toulousaine. Les comtes du Comminges l’ont édifiée ; l’un des premiers d’entre eux, Bernard Dodon, lui a donné son nom.
Au centre de la ville, la place est entourée de maisons typiques du pays gascon, avec leurs auvents et leurs enduits de diverses couleurs, qui cachent les colombages et protégeaient les murs en torchis. Depuis une vingtaine d’années, la restauration du centre, déjà bien entreprise, constitue une priorité communale.
Les ruelles et les placettes moyenâgeuses caractérisent encore le cœur de la ville, qui entourait autrefois le château fort.
L'église est un monument classé. Son chevet fortifié avec ses deux tourelles, vestige de l’église du château fort, bâti dans le courant du XIIe siècle, date du début du XIVe siècle. Le clocher, tour à 4 étages de 33 mètres de haut, a été construit un siècle après le chevet. On pénètre à l'intérieur par un portail gothique. La  sacristie romane du XIIe siècle, était l’ancienne chapelle du château. Les vitraux sont d'Arnaud de Moles, qui a conçu ceux de la cathédrale d'Auch. Les orgues de la fin du XIXe siècle sont protégés par les monuments historiques.
La mairie, édifiée entre 1852 et 1854, est constituée d’un bâtiment central de 12 mètres de hauteur et de 2 halles symétriques de 7 mètres de hauteur. Son architecture abritait des marchés importants qui se tenaient aussi sur toute la place et au-delà dans la ville. La salle du conseil municipal est décorée par une fresque de Gaston-Lagorre. Peinte en 1945/46, elle reprend les thèmes de la vie rurale au fil des saisons. Face à elle, le même artiste a réalisé en 1946 le triptyque des martyrs du maquis de Meilhan. 76 combattants furent assassinés le 7 juillet 1944 par les Allemands, 24 d'entre eux étaient de L'Isle-en-Dodon.
La rue Droite abrite toujours des commerces très actifs. Elle donne sur la porte du Moulin. À son extrémité, une grande maison du XIXe siècle rappelle l’opulence passée des familles bourgeoises.
La rue du Bourguet était une rue très commerçante. Son évolution est liée à la transformation du monde agricole au cours des 30 dernières années, aux nouvelles habitudes de société dans un canton exclusivement rural. La rue longeait au Moyen Âge le couvent des Jacobins, qui abrita à plusieurs reprises les États Généraux du Comminges.
Boulevard des Martyrs de Meilhan : l'ancien fossé du bourg fortifié moyenâgeux a été comblé en 1960 pour construire le boulevard.
Le canal, ancien bras mineur de la Save, alimentait les moulins, puis entre 1888 et 1946, une petite usine électrique. En 1950, la ville installe à la place de l’usine, et pendant une dizaine d'années, des filtres pour son approvisionnement en eau potable. Depuis 1980, le bâtiment abrite une salle de réunion.
La passerelle a été jetée sur la Save en 1901, à l'emplacement de l’ancien pont à 3 arches emporté par la crue de 1897.
Le pont sur la Save, construit en 1901, après les inondations de 1897. La Save, affluent de la rive gauche de la Garonne, prend naissance sur le plateau de Lannemezan. Son déficit d’eau en période d'étiage est en partie comblé par le système Neste créé au milieu du XIXe siècle. L'eau provient alors des Pyrénées.
Le foirail, sur la rive droite de la rivière, accueillait d’importantes foires aux bestiaux, bovins jusqu’en 1950 et aux porcs jusqu’en 1970. Maintenant les promeneurs et les joueurs de pétanque profitent de cet espace.

### Héraldique
| L'Isle-en-Dodon | Son blasonnement est : De gueules au château d'or, une grosse tour-portail couverte au centre, ouverte de sable, une tour couverte à sénestre et une échauguette couverte à dextre, le tout ajouré de sable, posé sur une terrasse ondée d'argent chargée de deux trangles ondées de sinople. Le château surmonté de quatre otelles d'argent adossées et posées en sautoir. |

## Politique et administration

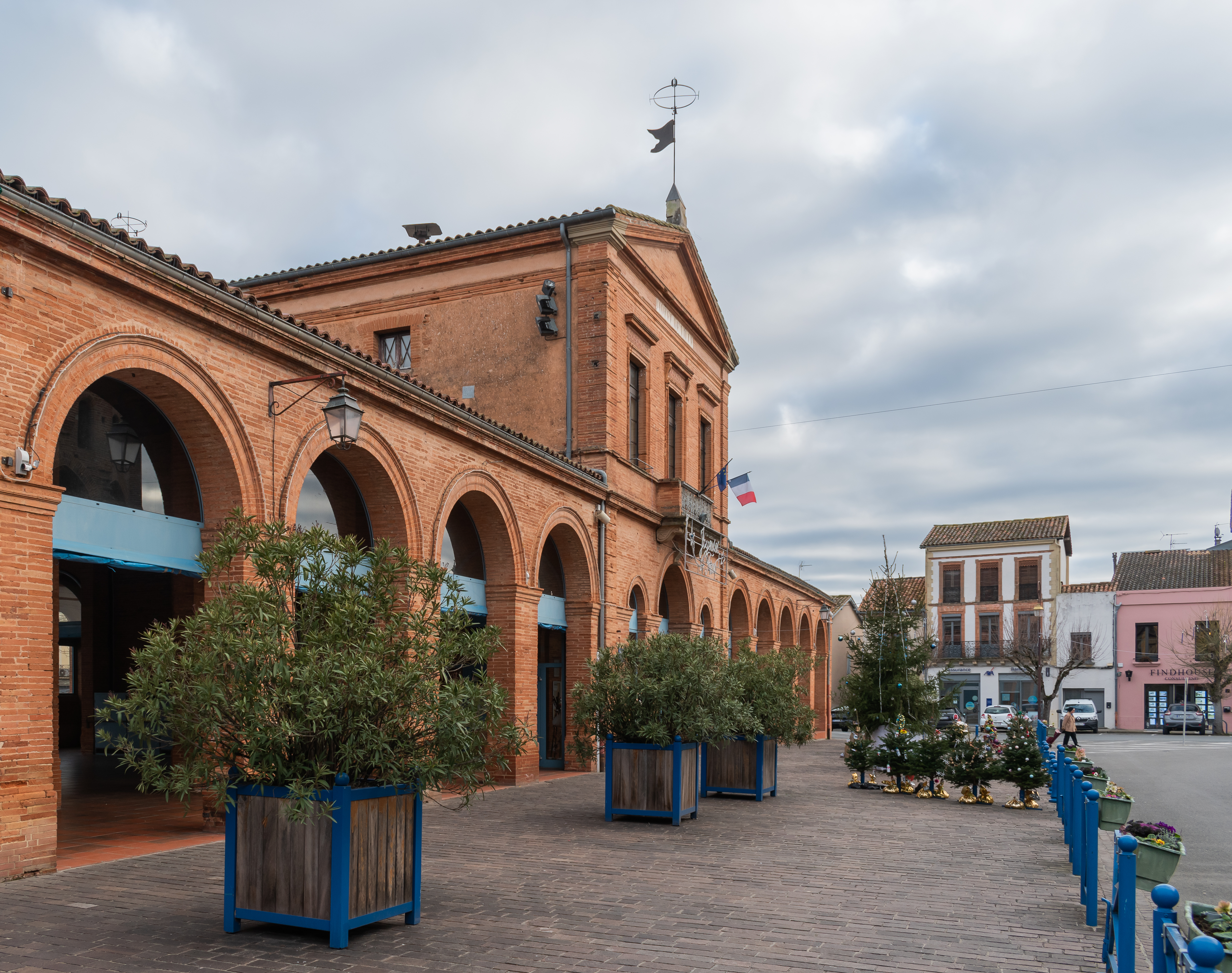
Mairie de L'Isle-en-Dodon

### Administration municipale
Le nombre d'habitants au recensement de 2017 étant compris entre 1 500 habitants et 2 499 habitants, le nombre de membres du conseil municipal pour l'élection de 2020 est de dix-neuf,.

### Rattachements administratifs et électoraux
Commune faisant partie de la huitième circonscription de la Haute-Garonne, de la communauté de communes Cœur et Coteaux du Comminges et du canton de Cazères (avant le redécoupage départemental de 2014, L'Isle-en-Dodon était le chef-lieu de l'ex-canton de L'Isle-en-Dodon et avant le 1er janvier 2017, de la communauté de communes des Portes du Comminges).

### Liste des maires
| Période                                  | Période        | Identité           | Étiquette | Qualité                      |
| ---------------------------------------- | -------------- | ------------------ | --------- | ---------------------------- |
| Les données manquantes sont à compléter. |                |                    |           |                              |
| mars 1977                                | juin 1995      | André Baron        | PS        |                              |
| juin 1995                                | avril 2014     | Jean-Louis Brousse | PS        |                              |
| avril 2014                               | 3 juillet 2020 | François Caraoué   | DVD       | Retraité Fonction publique   |
| 3 juillet 2020                           | En cours       | Lionel Welter      | DVG       | Sapeur-pompier professionnel |

## Population et société

### Démographie
| 1793  | 1800  | 1806  | 1821  | 1831  | 1836  | 1841  | 1846  | 1851  |
| ----- | ----- | ----- | ----- | ----- | ----- | ----- | ----- | ----- |
| 1 054 | 1 013 | 1 154 | 1 413 | 1 622 | 1 736 | 1 818 | 1 996 | 1 996 |

| 1856  | 1861  | 1866  | 1872  | 1876  | 1881  | 1886  | 1891  | 1896  |
| ----- | ----- | ----- | ----- | ----- | ----- | ----- | ----- | ----- |
| 2 030 | 2 156 | 2 405 | 2 403 | 2 461 | 2 478 | 2 465 | 2 424 | 2 340 |

| 1901  | 1906  | 1911  | 1921  | 1926  | 1931  | 1936  | 1946  | 1954  |
| ----- | ----- | ----- | ----- | ----- | ----- | ----- | ----- | ----- |
| 2 339 | 2 245 | 2 256 | 1 893 | 1 854 | 1 775 | 1 865 | 1 830 | 1 828 |

| 1962  | 1968  | 1975  | 1982  | 1990  | 1999  | 2005  | 2006  | 2010  |
| ----- | ----- | ----- | ----- | ----- | ----- | ----- | ----- | ----- |
| 1 779 | 2 046 | 2 022 | 2 039 | 2 037 | 1 905 | 2 000 | 2 035 | 1 984 |

| 2015  | 2020  | 2022  | - | - | - | - | - | - |
| ----- | ----- | ----- | - | - | - | - | - | - |
| 1 677 | 1 636 | 1 622 | - | - | - | - | - | - |

| selon la population municipale des années : | 1968 | 1975 | 1982 | 1990 | 1999 | 2006 | 2009 | 2013 |
| Rang de la commune dans le département      | 29   | 42   | 60   | 69   | 84   | 90   | 97   | 109  |
| Nombre de communes du département           | 592  | 582  | 586  | 588  | 588  | 588  | 589  | 589  |

### Enseignement
L'Isle-en-Dodon fait partie de l'académie de Toulouse.
L'éducation est assurée sur la commune de L'Isle-en-Dodon depuis la crèche jusqu'au collège Léon Cazeneuve, en passant par les écoles maternelles et élémentaires.

### Santé
EHPAD.

### Manifestations culturelles et festivités
Sur le site de la chapelle Sainte-Germaine, l'association « CAMEL'ARTS » génère, sur ce lieu bucolique, d'importantes activités culturelles et artistiques (renseignements à la mairie). Les mois de juillet et août, tous les week-ends, les amateurs d'arts (peinture, sculpture, décoration et autres) tout comme ceux qui aiment la musique et le chant, viennent proposer leurs talents et savoir-faire. C'est là le cadre d'activités culturelles estivales canton en juillet et août, tous les week-ends.

### Activités sportives
Rugby à XV
- US l'Isloise[47], fondé en 1911, Champion de France 1re série en 2016 et qui évolue en 2020 en championnat de France de rugby à XV de 3e division fédérale.

## Économie

### Revenus
En 2018  (données Insee publiées en septembre 2021), la commune compte 810 ménages fiscaux, regroupant 1 583 personnes. La médiane du revenu disponible par unité de consommation est de 18 170 € (23 140 € dans le département).

### Emploi
|                | 2008   | 2013   | 2018   |
| -------------- | ------ | ------ | ------ |
| Commune        | 10,1 % | 13,4 % | 12,2 % |
| Département    | 7,7 %  | 9,6 %  | 9,3 %  |
| France entière | 8,3 %  | 10 %   | 10 %   |

En 2018, la population âgée de 15 à 64 ans s'élève à 825 personnes, parmi lesquelles on compte 74,5 % d'actifs (62,3 % ayant un emploi et 12,2 % de chômeurs) et 25,5 % d'inactifs,. Depuis 2008, le taux de chômage communal (au sens du recensement) des 15-64 ans est supérieur à celui de la France et du département.
La commune est hors attraction des villes,. Elle compte 720 emplois en 2018, contre 757 en 2013 et 867 en 2008. Le nombre d'actifs ayant un emploi résidant dans la commune est de 533, soit un indicateur de concentration d'emploi de 135,2 % et un taux d'activité parmi les 15 ans ou plus de 44,1 %.
Sur ces 533 actifs de 15 ans ou plus ayant un emploi, 270 travaillent dans la commune, soit 51 % des habitants. Pour se rendre au travail, 82 % des habitants utilisent un véhicule personnel ou de fonction à quatre roues, 1,7 % les transports en commun, 10,2 % s'y rendent en deux-roues, à vélo ou à pied et 6,2 % n'ont pas besoin de transport (travail au domicile).

### Activités hors agriculture

#### Secteurs d'activités
198 établissements sont implantés  à l'Isle-en-Dodon au 31 décembre 2019. Le tableau ci-dessous en détaille le nombre par secteur d'activité et compare les ratios avec ceux du département,.
| Secteur d'activité                                                                                        | Commune | Commune | Département |
| Secteur d'activité                                                                                        | Nombre  | %       | %           |
| --- | ------- | ------- | ----------- |
| Ensemble                                                                                                  | 198     | 100 %   | (100 %)     |
| Industrie manufacturière, industries extractives et autres                                                | 27      | 13,6 %  | (5,7 %)     |
| Construction                                                                                              | 20      | 10,1 %  | (12 %)      |
| Commerce de gros et de détail, transports, hébergement et restauration                                    | 55      | 27,8 %  | (25,9 %)    |
| Information et communication                                                                              | 4       | 2 %     | (4,1 %)     |
| Activités financières et d'assurance                                                                      | 9       | 4,5 %   | (3,8 %)     |
| Activités immobilières                                                                                    | 8       | 4 %     | (4,2 %)     |
| Activités spécialisées, scientifiques et techniques et activités de services administratifs et de soutien | 26      | 13,1 %  | (19,8 %)    |
| Administration publique, enseignement, santé humaine et action sociale                                    | 31      | 15,7 %  | (16,6 %)    |
| Autres activités de services                                                                              | 18      | 9,1 %   | (7,9 %)     |

Le secteur du commerce de gros et de détail, des transports, de l'hébergement et de la restauration est prépondérant sur la commune puisqu'il représente 27,8 % du nombre total d'établissements de la commune (55 sur les 198 entreprises implantées  à l'L'Isle-en-Dodon), contre 25,9 % au niveau départemental.

#### Entreprises et commerces
Les cinq entreprises ayant leur siège social sur le territoire communal qui génèrent le plus de chiffre d'affaires en 2020 sont : 
- Memaric, supermarchés (8 731 k€)
- Boucherie Delon, commerce de détail de viandes et de produits à base de viande en magasin spécialisé (532 k€)
- Holding Carsalade, activités des sociétés holding (186 k€)
- Prost Design, activités spécialisées de design (110 k€)
- Erness, restauration de type rapide (91 k€)

### Agriculture
La commune est dans les « Coteaux de Gascogne », une petite région agricole occupant une partie ouest du département de la Haute-Garonne, constitué d'un relief de cuestas et de vallées peu profondes, creusés par les rivières issues du massif pyrénéen, avec une activité de polyculture et d’élevage. En 2020, l'orientation technico-économique de l'agriculture  sur la commune est la polyculture et/ou le polyélevage.
|               | 1988  | 2000 | 2010 | 2020 |
| ------------- | ----- | ---- | ---- | ---- |
| Exploitations | 56    | 30   | 30   | 24   |
| SAU (ha)      | 1 147 | 897  | 829  | 977  |

Le nombre d'exploitations agricoles en activité et ayant leur siège dans la commune est passé de 56 lors du recensement agricole de 1988  à 30 en 2000 puis à 30 en 2010 et enfin à 24 en 2020, soit une baisse de 57 % en 32 ans. Le même mouvement est observé à l'échelle du département qui a perdu pendant cette période 57 % de ses exploitations,. La surface agricole utilisée sur la commune a également diminué, passant de 1 147 ha en 1988 à 977 ha en 2020. Parallèlement la surface agricole utilisée moyenne par exploitation a augmenté, passant de 20 à 41 ha.

## Culture locale et patrimoine

### Lieux et monuments
- Bourg fortifié du XIIe siècle.
- Église Saint-Adrien de L'Isle-en-Dodon, église inscrite au titre des monuments historiques, chevet fortifié du XIVe siècle, vitraux d'Arnaud de Moles, orgue classé de Magen.
- Chapelle Saint-Pierre[53].
- Chapelle Saint-Roch[54].
- Bâtiment remarquable de la mairie avec ses 2 halles du XIXe siècle.

### Personnalités liées à la commune
- Jean-Pierre Roger (1757-1825), homme politique né et décédé à L'Isle-en-Dodon, député du tiers état aux États Généraux de 1789.
- René Gaston-Lagorre a exercé son talent à la mairie de L'Isle-en-Dodon en réalisant la fresque « Les quatre saisons ».
- Jean-Pierre Malbois

## Pour approfondir